# Jörg Schwanke
Jörg Schwanke (Peitz, 1969. február 12. –) német labdarúgó-középpályás, a Hertha BSC II edzője.